# 番子寮 (臺中市大里區)
番子寮，原寫為番仔藔，是臺灣臺中市大里區的一個傳統地域名稱，位於該區東部。相較於今日行政區，其範圍大致包括立仁里東半部、立德里東半部、新仁里、仁化里不含西南部凸出部分、仁德里不含西南部凸出部分及東南部、健民里北微東大半部。

## 歷史
台灣清治末期至日治初期，番子寮地區為一街庄，稱為「番仔藔庄」，隸屬於藍興堡。該庄北邊西段與太平庄為鄰，北邊中、東段及東邊與車籠埔庄為鄰，南邊為塗城庄，西邊為草湖庄、大突藔庄、內新庄。
1901年（日治明治三十四年）11月，全台廢縣廳改設二十廳，該庄隸屬於臺中廳。1903年（明治三十六年）6月，該庄編入「大里杙區」，隸屬於臺中廳。1909年（明治四十二年）10月，合併二十廳為十二廳，大里杙區隸屬不變。1920年（大正九年），全台地方制度大改正，廢十二廳改設五州二廳，該庄改制並雅化為「番子寮」大字，隸屬於臺中州大屯郡大里庄。
戰後大里庄改制為大里鄉，隸屬於臺中縣，大字亦改制為村。1950年10月，中、彰、投分治，大里鄉仍隸屬臺中縣。1993年11月因人口數達15萬升格為大里市，村亦改制為里。2010年12月，臺中縣市合併為直轄臺中市，大里鄉改制為大里區。

## 聚落
本地區發展較早的聚落為番仔藔、竹仔坑，在日治期初期的官方地圖上已有記載。此外，本地區尚有山腳巷、廣三甲天下、好來屯、吉祥新村、合信優美社區、中興華城、金別墅社區、全家福社區、健康國宅等聚落。

## 交通
省道台74線原稱「中彰快速道路」，現稱「快官霧峰線」，是彰化縣快官繞行臺中市區外圍至霧峰的快速道路，大致以北北東—南南西走向蜿蜒經過本地區西北部邊界外不遠處。由該道路向北北東可前往太平與台中市區交界地帶、太平西北部、北屯中部、潭子、北屯西北部、西屯、南屯、烏日等地，向南南西可前往大突寮、草湖、柳樹湳並止於國道3號霧峰交流道。
省道台3線（國光路二段）俗稱「內山公路」，是臺北至屏東的幹道，大致以西北—東南走向轉北北西—南南東走向經過本地區西南部邊界外不遠處。由該道路向西北轉北北西可前往大里市區、台中市區東南側、北屯、潭子等地，向南南東可前往霧峰、草屯、南投、竹山等地。
市道129號（健民路、仁化路）是石岡區土牛至大里區塗城的道路，大致以北北西—南南東走向由本地區北部邊界東側入境後，至仁化路路口轉西微南再轉西微北，其後大致沿本地區南部邊界地帶蜿蜒而行，過工業路路口後再度入境，轉西北西行至接近本地區西部邊界處轉西南出境。由該道路向北北西可前往車籠埔、頭汴坑西端、太平東北部、三汴、廍子、大坑、馬力埔、大湳、新社、土牛並止於省道台3線路口，向西南可前往草湖東北部並止於省道台3線另一路口。
區道中102線（新仁路一段、永豐路）是內新至太平的道路，大致以西南西—東北東走向轉南向北經過本地區西北端。由該道路向西南西轉西北西可前往內新中部偏西的省道台3丁線舊線（中興路二段）路口，向北轉東北可前往太平市區並止於區道中102-1線路口。
區道中103線（立仁路、立仁一路、立仁四路、善化路、文化街）是永豐至下塗城的道路，其北側端點位於本地區西北端區道中102線路口。由此向南南東至立仁一路路口，轉西南再順路轉西南西至立仁四路路口，轉南過頭汴坑溪橋（立仁橋）後接善化路續行轉南南東繞大彎轉南，經市道129號路口轉後順路轉西南，於至善路路口斜轉文化街向南南西行，出境後可前往塗城西部的下塗城並止於區道中104線路口。

## 學校
- 修平科技大學
- 光正國中
- 成功國中（北大半部）
- 立新國小（不含操場）
- 塗城國小（北大半部）

## 產業
- 大里工業區
- 東大墩戰役